# Slump

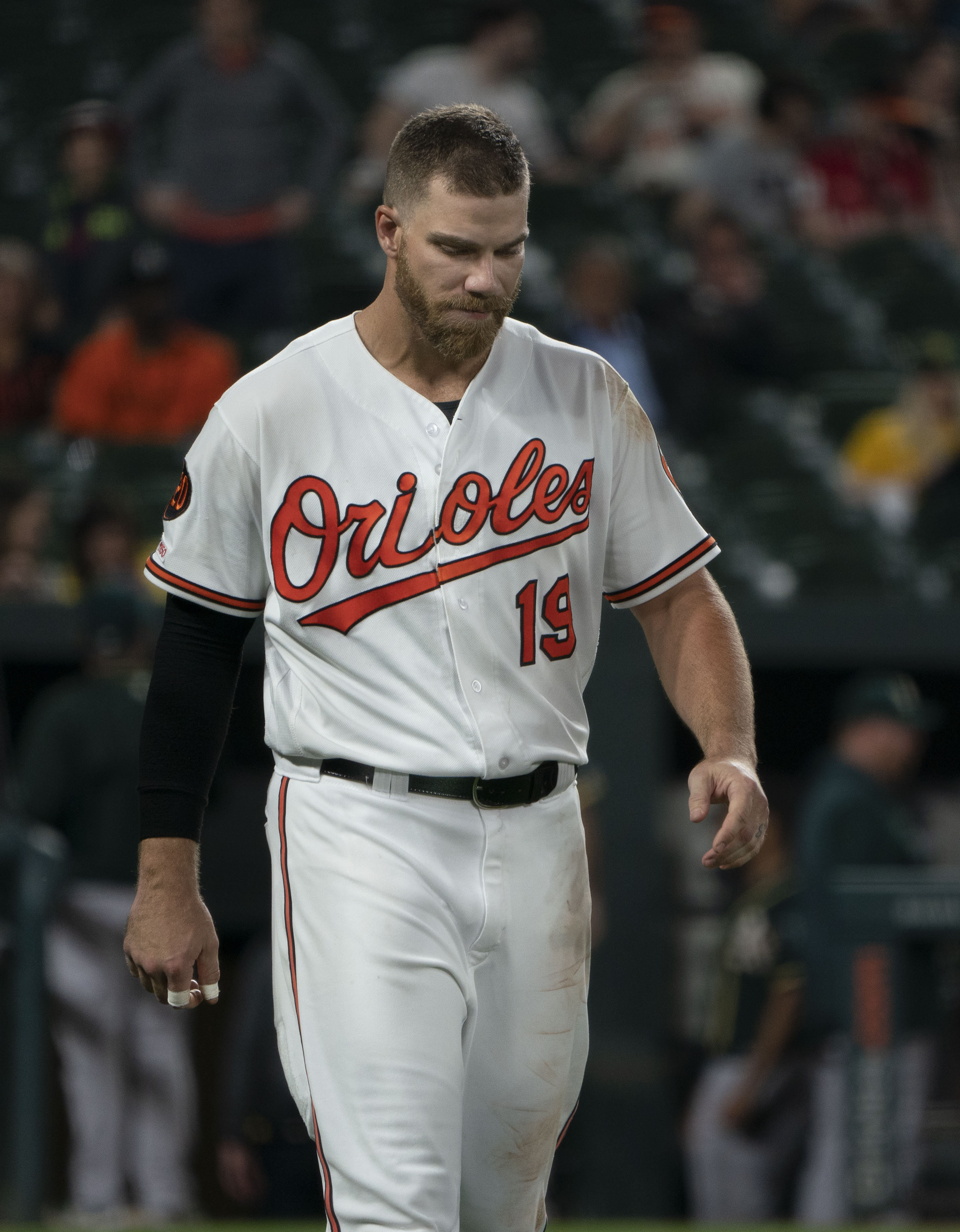
Jugador de béisbol

En los deportes, un slump (literalmente caída), es un término para describir el período de tiempo en el que el jugador o equipo no están funcionando bien de acuerdo a las expectativas. Usualmente se utiliza de mala manera para hacer referencia a la decadencia natural de un jugador durante su carrera
Hay varias teorías detrás de la causa de los slumps. En el caso de los jugadores, algunos lo atribuyen a simplemente a la mala suerte, mientras que en el caso de los equipos, estos pueden tener resultados colectivos muy respetables, pero a su vez se puede prever puntos bajos en cuanto a su rendimiento.
Otros argumentan que el slump puede derivar de factores psicológicos. A veces un jugador, o todos los factores claves en un equipo, pueden sentirse menos motivados o quizás no estar preparados para afrontar situaciones bajo presión.

## Béisbol
En el béisbol, se suele decir que un bateador tiene un slump cuando ha conseguido pocos o ningún hit en un período de tiempo, y su porcentaje de bateo es muy inferior al de sus expectativas. Incluso las estrellas experimentan con frecuencia estos bajones de rendimiento.